# Niedersächsische Mühlenstraße

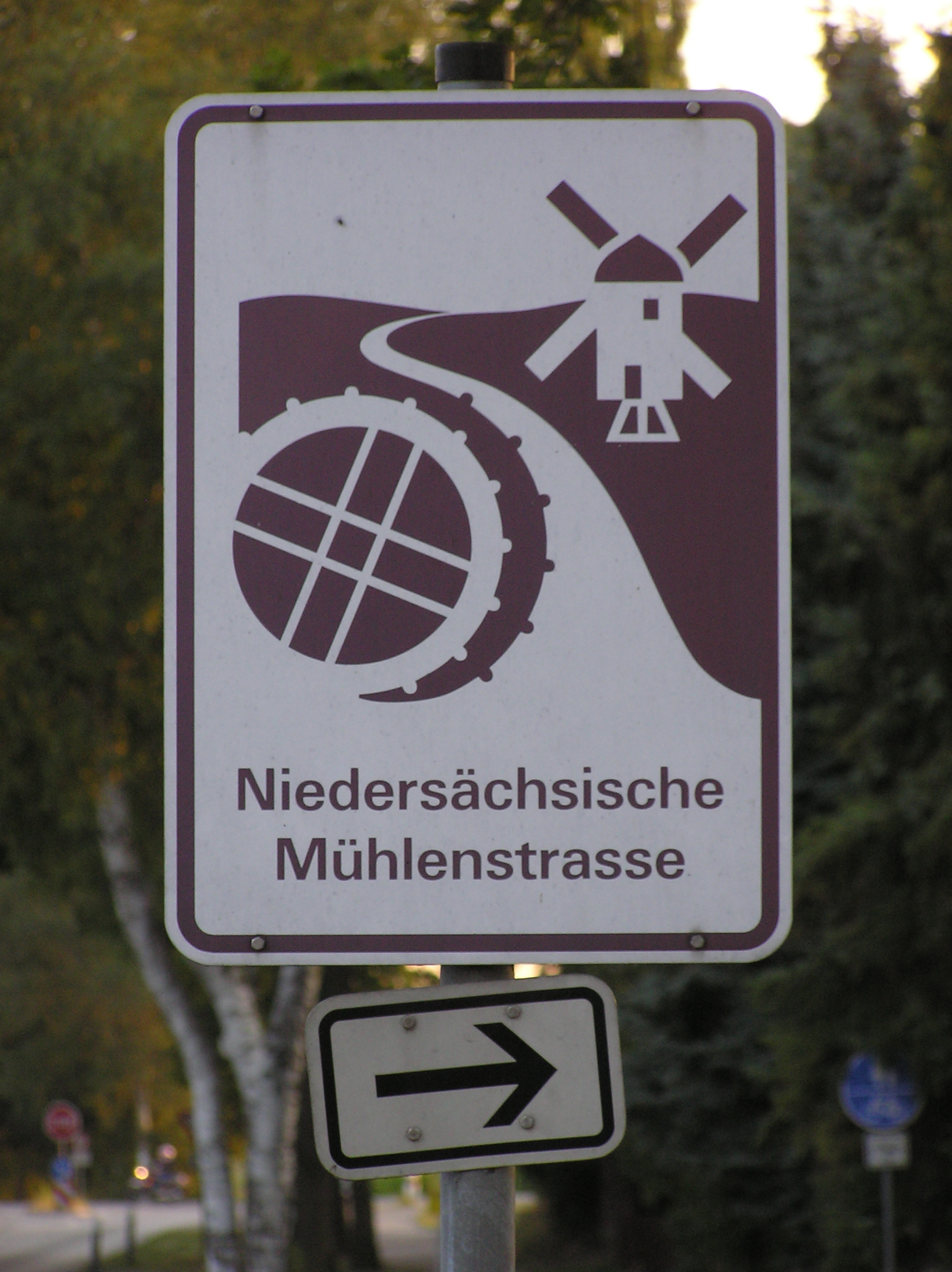
Hinweise an der Niedersächsischen Mühlenstraße

Die Niedersächsische Mühlenstraße ist eine Ferienstraße, die die Besucher zu niedersächsischen Mühlen führen und so die Belange der Denkmalpflege mit denen des Tourismus vernetzen soll. Sie soll zusammen mit anderen bereits bestehenden Mühlenstraßen den Kern einer „Europäischen Kulturstraße der Mühlen (Via Molina)“ bilden.

## Emblem

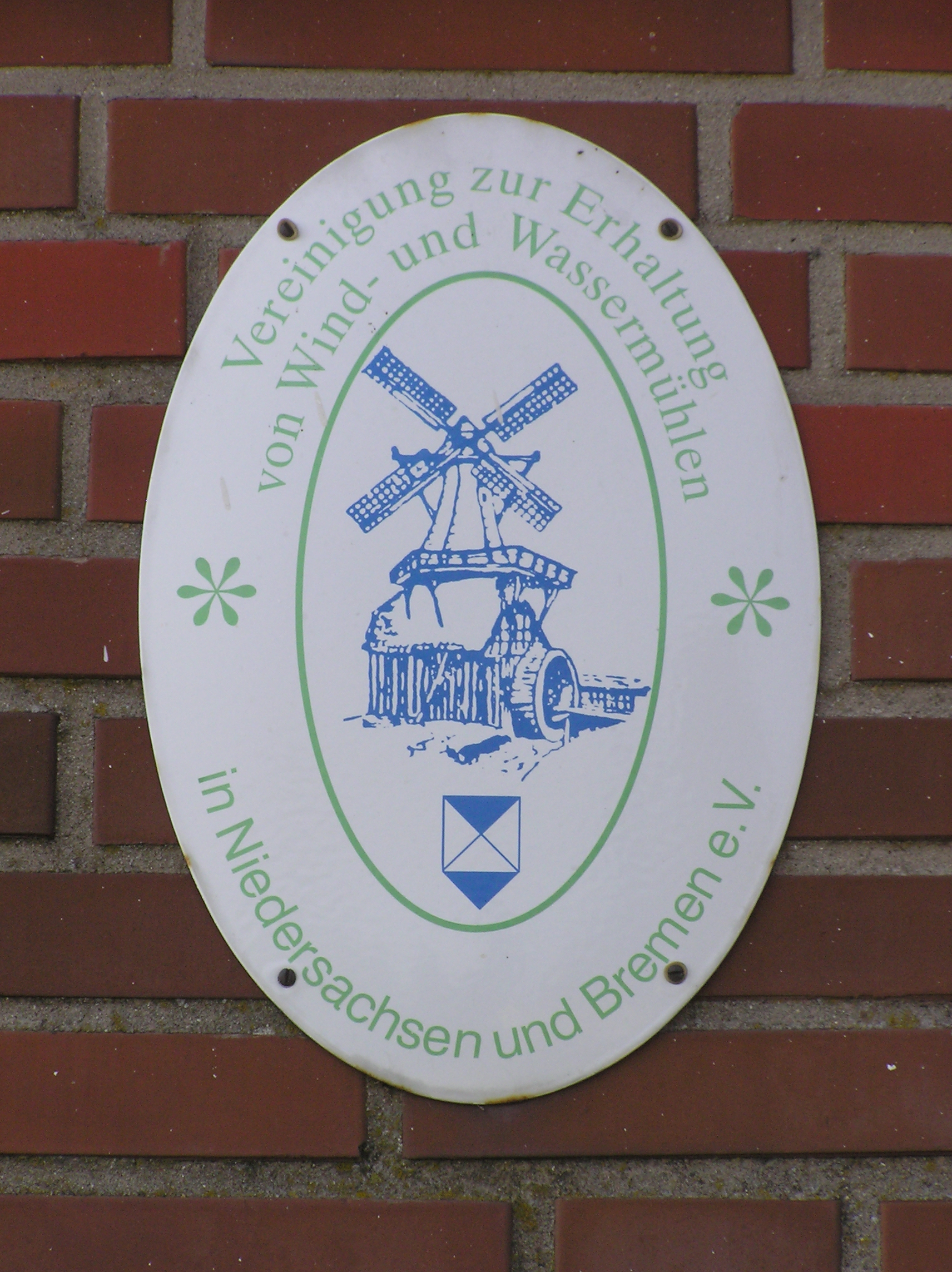
Schild der Niedersächsischen Mühlenstraße

Die Mühlen der Niedersächsischen Mühlenstraße sind mit dem Emblem (Skizze der Hüvener Mühle im Emsland) der „Mühlenvereinigung Niedersachsen-Bremen e. V.“ gekennzeichnet und mit einer Informationstafel ausgestattet. Diese beschreibt Geschichte und Ausstattung der jeweiligen Mühle.

## Auswahl
Die in die Niedersächsische Mühlenstraße einbezogenen Mühlen sind unterschiedlicher Art: Es können überwiegend Wasser- oder Windmühlen besucht werden. Sie sind noch in Betrieb, werden als Museum genutzt oder wurden zu Wohnhäusern umgebaut. Einige Mühlen können lediglich von außen besichtigt werden. Im Internationalen Mühlenmuseum in Gifhorn kann außerdem eine Schiffmühle besichtigt werden. Rossmühlen gibt es im Museumsdorf Hösseringen und im Museumsdorf Cloppenburg. In mehreren von außen nicht ohne weiteres als Mühlen identifizierbaren Gebäuden befinden sich Motormühlen. Als Mühlen im Sinne der Niedersächsischen Mühlenstraße gelten auch Wasserkraftwerke wie das Kraftwerk Oldau an der Aller.
In die Niedersächsische Mühlenstraße sind auch Windmühlen ohne Flügel und Wassermühlen ohne Wasserräder aufgenommen worden. Diese Aufnahme soll als Anreiz an die Eigentümer wirken, die Mühlen zu vervollständigen.

## Geschichte
Die Idee zu dem Projekt „Niedersächsische Mühlenstraße“ entstand 1996. Damals suchte die Bezirksregierung Lüneburg nach Wegen, den Tourismus im nördlichen Niedersachsen nachhaltig zu verbessern. Bereits 1995 hatte sich ein unter dem Namen „Verein zur Förderung historischer Mühlen im Gebiet der Müllerinnung Lüneburg e. V.“ gegründeter Verein die Aufgabe gestellt, Wind- und Wassermühlen im Vereinsgebiet, das zunächst die Landkreise Lüneburg, Harburg und Lüchow-Dannenberg umfasste, wiederherzustellen und deren Erhaltung zu fördern. Weiterhin erklärte der Verein, die mit dem Müllerhandwerk verbundene Tradition und Kultur pflegen und bewahren zu wollen.
Unter der Trägerschaft des Lüneburger Fördervereins gründete sich 1996 eine Arbeitsgruppe aus Vertretern von Kreisbehörden, Mühlenvereinen und Heimatmuseen. Sie gaben den Startschuss für die Entwicklung eines touristischen Reiseweges zu Mühlen in Niedersachsen. 1998 wurde die Niedersächsische Mühlenstraße von dem in „Mühlenförderverein Lüneburg e. V.“ umbenannten Verein gegründet. Mit der Umbenennung wurde der Zuständigkeitsbereich des Fördervereins auf die Kreise Celle und Uelzen ausgedehnt. Der erste Abschnitt der Niedersächsischen Mühlenstraße wurde vom damaligen Niedersächsischen Landwirtschaftsminister Karl-Heinz Funke am Deutschen Mühlentag 1998 an der Bardowicker Windmühle eröffnet. Die Mühlenstraße bestand zu dem Zeitpunkt aus 75 Mühlenstandorten im nordöstlichen Niedersachsen.
Der MFV Lüneburg e. V. war nach 1998 zuständig für die Koordinierung, Überwachung und Abwicklung von Restaurierungs- und Sanierungsmaßnahmen an Mühlen der Niedersächsischen Mühlenstraße und für die Entwicklung touristischer Vermarktungskonzepte sowie für deren Finanzierung aus deutschen und europäischen Fördermitteln.
Die Niedersächsische Landesregierung verfolgt seit 1996 das Ziel, die Mühlenstraße auf ganz Niedersachsen auszudehnen. Aus diesem Grund wurde die Projektleitung 2004 an die landesweit tätige „Mühlenvereinigung Niedersachsen-Bremen e. V.“ abgegeben. Weitere Gebiete zwischen Nordsee, Elbe und Weser wurden der Straße 2005 zugeordnet. Am 8. Juli 2006 wurde die Mühlenstraße auf das Gebiet zwischen Weser und Hunte (die Landkreise Nienburg/Weser und Diepholz) ausgeweitet. Die Route war 2006 2130 Kilometer lang und führte zu 256 Mühlen.
Mit Abschluss des EU-Förderprogrammes ETLR (Entwicklung typischer ländlicher Räume) im August 2006 musste die weitere Vernetzung der niedersächsischen Landkreise vorübergehend eingestellt werden.
Im Jahr 2009 kamen die Landkreise Cloppenburg, Oldenburg und Vechta zur Niedersächsischen Mühlenstraße hinzu. Offiziell wurde der Abschnitt in der „Region Oldenburger Münsterland und Wildeshauser Geest“ am 28. Mai 2009 bei der „Neumühle“ in Endel (Gemeinde Visbek) eingeweiht.
Im Jahre 2010 ist die „Region Ostfriesland“ in die Niedersächsische Mühlenstraße einbezogen worden. Zu dieser Region gehören die ostfriesischen Landkreise Aurich, Leer und Wittmund und die Stadt Emden sowie die oldenburgischen Landkreise Ammerland, Friesland und Wesermarsch und die Stadt Wilhelmshaven. Bis 2013 sollen alle 38 Landkreise und kreisfreien Städte mit mehr als 600 Mühlenstandorten zum Gebiet der Niedersächsischen Mühlenstraße gehören. Um dieses Ziel zu erreichen, wurde eine am 12. Juli 2010 amtlich anerkannte „Stiftung Niedersächsische Mühlenstraße“ gegründet, die zusätzliche Geldmittel für die Mühlenstraße einwerben soll.
Im Frühjahr 2011 wurde die „Niedersächsische Mühlenstraße“ durch die Region „Zwischen Harz und Heide“ erweitert. Sie führt nun auch durch Gebiete von Braunschweig, dem Landkreis Helmstedt, dem Landkreis Peine, Salzgitter, dem Landkreis Wolfenbüttel und Wolfsburg. Die offizielle Eröffnung erfolgte am 23. Mai bei der Abbenroder Bockwindmühle in Abbenrode (Cremlingen).
Im November 2010 wurde angekündigt, dass bis 2013 auch die Regionen Südniedersachsen, Osnabrück-Emsland-Grafschaft Bentheim sowie Mittelniedersachsen / Umland Hannovers an die Niedersächsische Mühlenstraße angeschlossen werden sollen. Bis 2018 wurde diese Ankündigung überwiegend umgesetzt. 2018 gehören allerdings die Landkreise Goslar, Northeim und Göttingen noch nicht zur Niedersächsischen Mühlenstraße.
Die niedersächsische Mühle, an der am Pfingstmontag 1987 zum ersten Mal ein Mühlentag (der Vorläufer des Deutschen Mühlentags) begangen wurde, nämlich die Windmühle Lechtingen im Landkreis Osnabrück, ist seit 2013 in das Netz der Niedersächsischen Mühlenstraße einbezogen.
Die Arbeitsgruppe Mühlenstraße propagiert seit 2013 die Einrichtung einer „Via Molina – die Straße der Mühlen“ als europaweites Kulturstraßenprojekt. Mittelfristiges Ziel ist es, die „Niedersächsische Mühlenstraße“ im Zusammenschluss mit anderen deutschen Mühlenstraßen und solchen in den Niederlanden und Dänemark als Kernstück einer europaweiten Mühlenroute auszuweisen und deren Zertifizierung durch den Europarat zu beantragen. Die „Deutsche Gesellschaft für Mühlenkunde und Mühlenerhaltung e. V. (DGM)“ unterstützt das Projekt Via Molina. Im August 2016 wurde die „AG Via Molina“ gegründet, in der die nationalen Mühlenverbände aus Deutschland, Dänemark und den Niederlanden zusammenarbeiten. Für das Projekt Via Molina erhält die DGM 2018 von der Europäischen Union 90.000 €.
Die Zahl der Mitgliedsstandorte der Niedersächsischen Mühlenstraße betrug in den 2010er Jahren etwa 400. Seitdem ging die Vereinsarbeit durch Ausscheiden älterer Personen und Nachwuchsmangel zurück.

## Erreichung der Projektziele

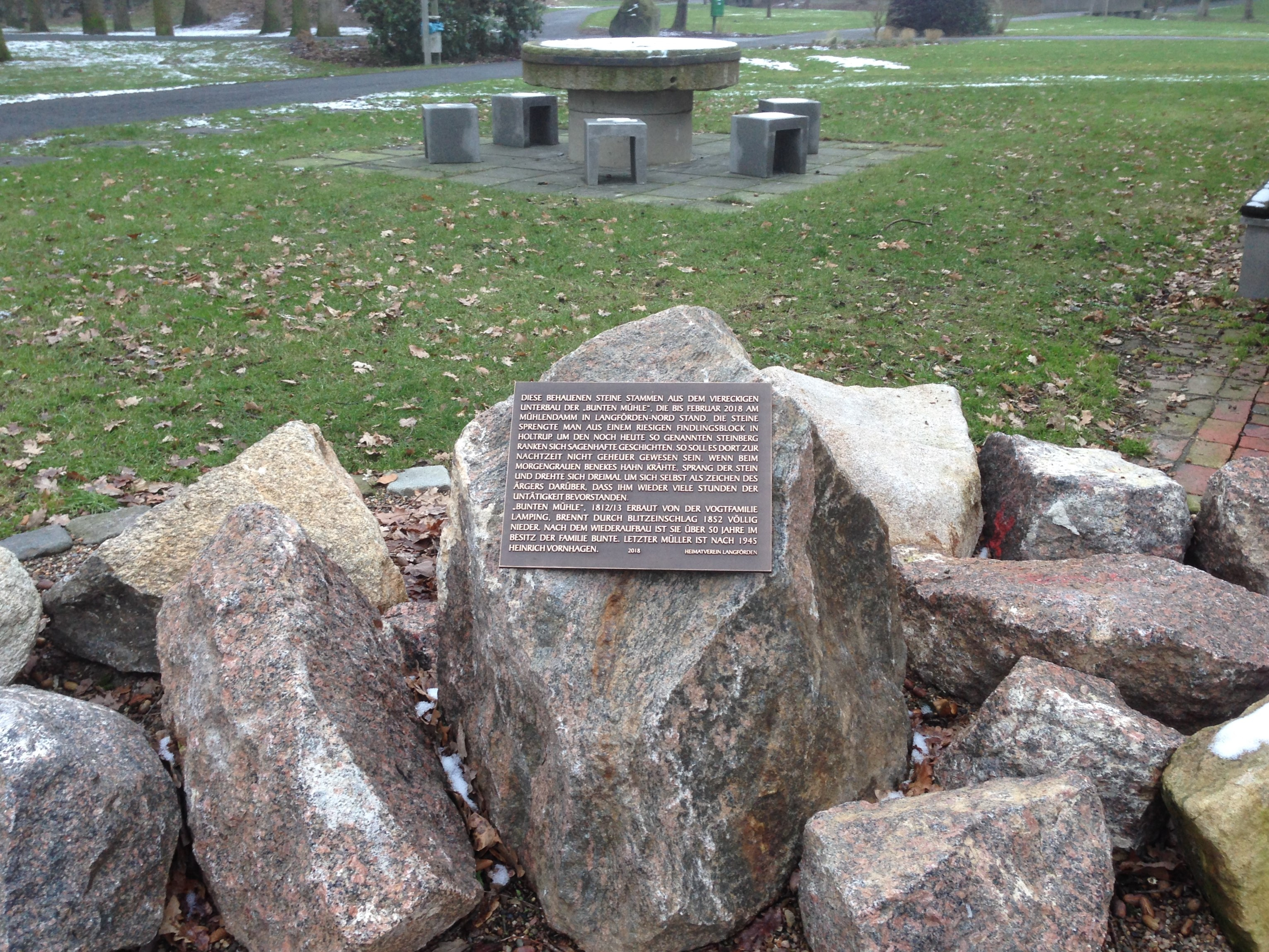
Überreste der Bunten Mühle im Dorfpark Langförden

In einem Flyer warb 2010 die Stiftung Niedersächsische Mühlenstraße für sich mit den Worten: „Die Bewahrung der Mühlen als älteste Maschinen der Menschheit ist eine kulturelle Aufgabe von hohem Rang.“
Für ihr Engagement für den Erhalt des Mühlenensembles Karoxbostel im Landkreis Harburg wurden im Oktober 2018 die „Mühlenretter“ vom Deutschen Nationalkomitee für Denkmalschutz auf Vorschlag des Deutschen Landkreistages mit der Silbernen Halbkugel des „Deutschen Preises für Denkmalschutz“ ausgezeichnet.
Im Februar 2018 war jedoch einer breiteren Öffentlichkeit (zumindest den Lesern der in Vechta erscheinenden Oldenburgischen Volkszeitung) deutlich geworden, dass die Aufnahme einer Mühle in das Netz der Mühlenstraßen in Niedersachsen keine Garantie dafür darstellt, dass die betreffende Mühle tatsächlich erhalten bleibt. Eine Schutzwirkung, die der der Stellung einer Mühle unter Denkmalschutz entspräche, kann die Verleihung des Status eines Standorts der Niedersächsischen Mühlenstraße nicht entfalten. Die Kappe und der achteckige Rumpf der zuvor Station 18 der Niedersächsischen Mühlenstraße (Region Oldenburger Münsterland / Wildeshauser Geest) bildenden „Bunten Mühle“ in Langförden wurden im Februar 2018 demontiert und in die Niederlande verbracht, wo sie angeblich „nach Möglichkeit“ wieder aufgebaut werden sollten. Im Laufe des Jahres 2018 wurden auch der Mühlenstumpf und die Hinweisschilder auf die Mühle entfernt, so dass vor Ort nur noch der Straßenname „Mühlendamm“ an die Mühle erinnert. Die Legende zur Karte für den Landkreis Vechta gibt darüber hinaus keine Auskunft darüber, was es mit der noch in der Karte eingetragenen Station 17 auf sich hat: Auch die Kornbrennerei mit Dampfmühle, die früher in der Goldenstedter Bauerschaft Einen stand, gibt es heute nicht mehr.
Die meisten Mühlen in Niedersachsen allerdings, die ab 1998 nicht davor bewahrt werden konnten, abgerissen zu werden, haben seit Bestehen des betreffenden Abschnitts der Niedersächsischen Mühlenstraße von vornherein nicht den Status einer Station der Straße erhalten.
2016 kritisierte Gerhard Ströhlein, dass das „fehlende kulturhistorische Bewusstsein“ vieler Kommunalpolitiker der Hauptgrund dafür sei, dass sich die Landkreise im Süden Niedersachsens nicht dazu hätten durchringen können, das Projekt Niedersächsische Mühlenstraße durch Kofinanzierungen seitens der Landkreise, für die sie zuständig seien, zu vervollständigen.
Paradoxerweise wenden sich Erfolge im Tourismusmarketing gelegentlich gegen die Bestrebungen der Promoter der Mühlenstraße. So argumentiert z. B. der Eigentümer der Windmühle in Oldendorf (Luhe), dass er seine Mühle nicht mehr am Deutschen Mühlentag der Öffentlichkeit zugänglich machen könne, da hygienerechtliche Auflagen es nicht zuließen, dass die Mühle als nach aktuellen Bestimmungen für Mühlen produzierender Betrieb an nur einem Tage von Hunderten Besuchern besichtigt werde.

## Organisation und Finanzierung
Zuständig für die Belange der Niedersächsischen Mühlenstraße ist vor allem die „Arbeitsgruppe Mühlenstraße in der Mühlenvereinigung Niedersachsen-Bremen e. V.“ Als Schirmherr fungiert der jeweilige niedersächsische Landwirtschaftsminister. Landesweit wird die Straße durch lokale und regionale Träger- und Fördervereine unterstützt. Die AG Mühlenstraße ist auch für die Entwicklung und den Anschluss noch nicht erschlossener Bereiche Niedersachsens zuständig.
Die Pflege der bereits erschlossenen Teilabschnitte der Niedersächsischen Mühlenstraße obliegt heute der 2010 gegründeten „Stiftung Niedersächsische Mühlenstraße“.
Die Niedersächsische Mühlenstraße wurde anfangs mit Mitteln aus dem LEADER II-Programm der Europäischen Union finanziell gefördert. Bis heute wurde sie kontinuierlich durch Beihilfen der EU und des Landes Niedersachsen kofinanziert.

## Mühlenstandorte
Die Niedersächsische Mühlenstraße führt zu Mühlen in Niedersachsen und den benachbarten Bundesländern.

### In Niedersachsen

#### Region Lüneburger Heide

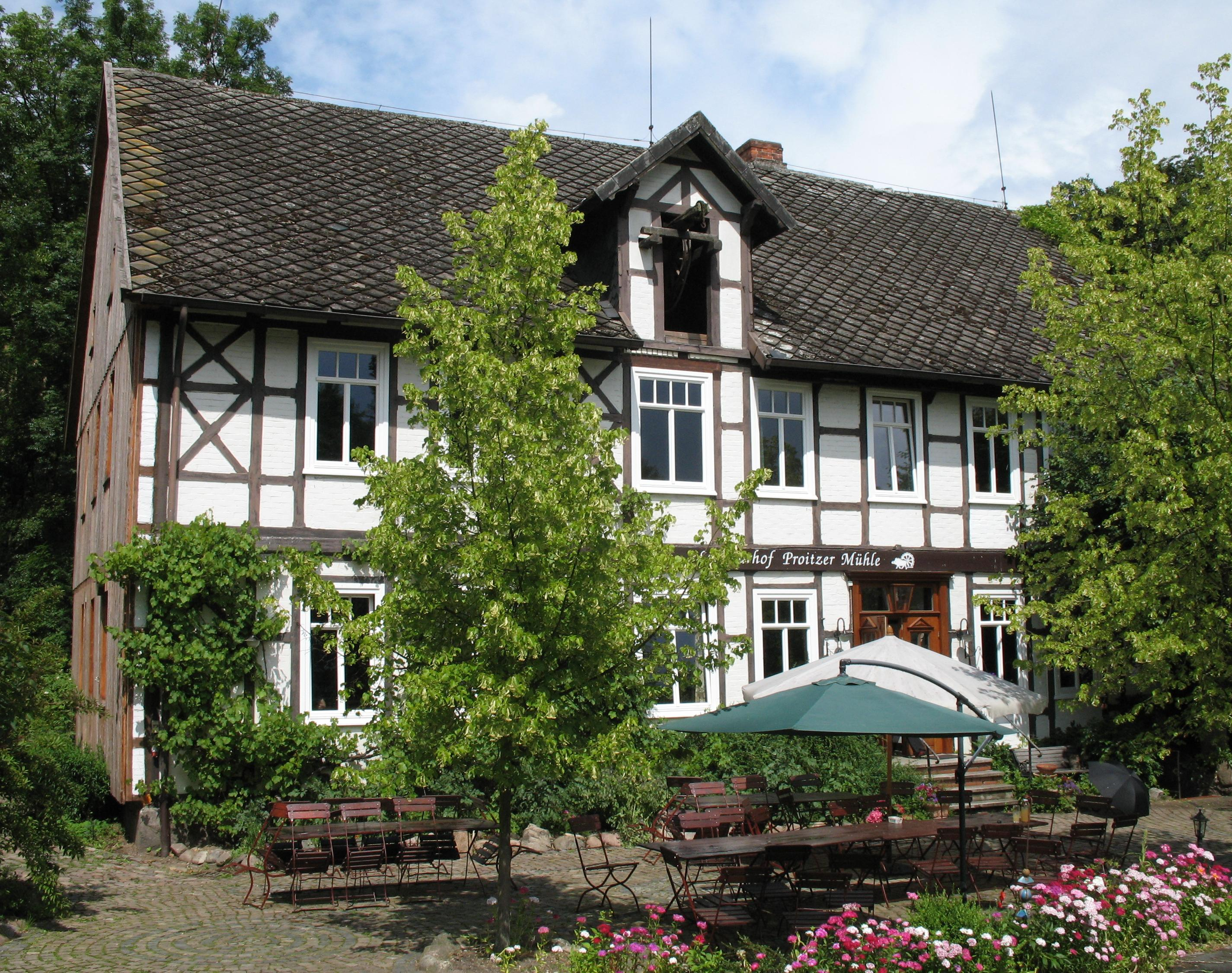
„Proitzer Mühle“ in Schnega-Proitze

- Landkreis Celle[30]
- Landkreis Gifhorn[31]
- Landkreis Harburg[32]
- Landkreis Stade
- Landkreis Lüchow-Dannenberg[33]
- Landkreis Lüneburg[34]
- Landkreis Heidekreis[35]
- Landkreis Uelzen[36]

#### Region Zwischen Harz und Heide
- Stadt Braunschweig[37]
- Landkreis Helmstedt[38]
- Landkreis Peine[39]
- Stadt Salzgitter[40]
- Landkreis Wolfenbüttel[41]
- Stadt Wolfsburg[42]

#### Region Zwischen Weser und Hunte

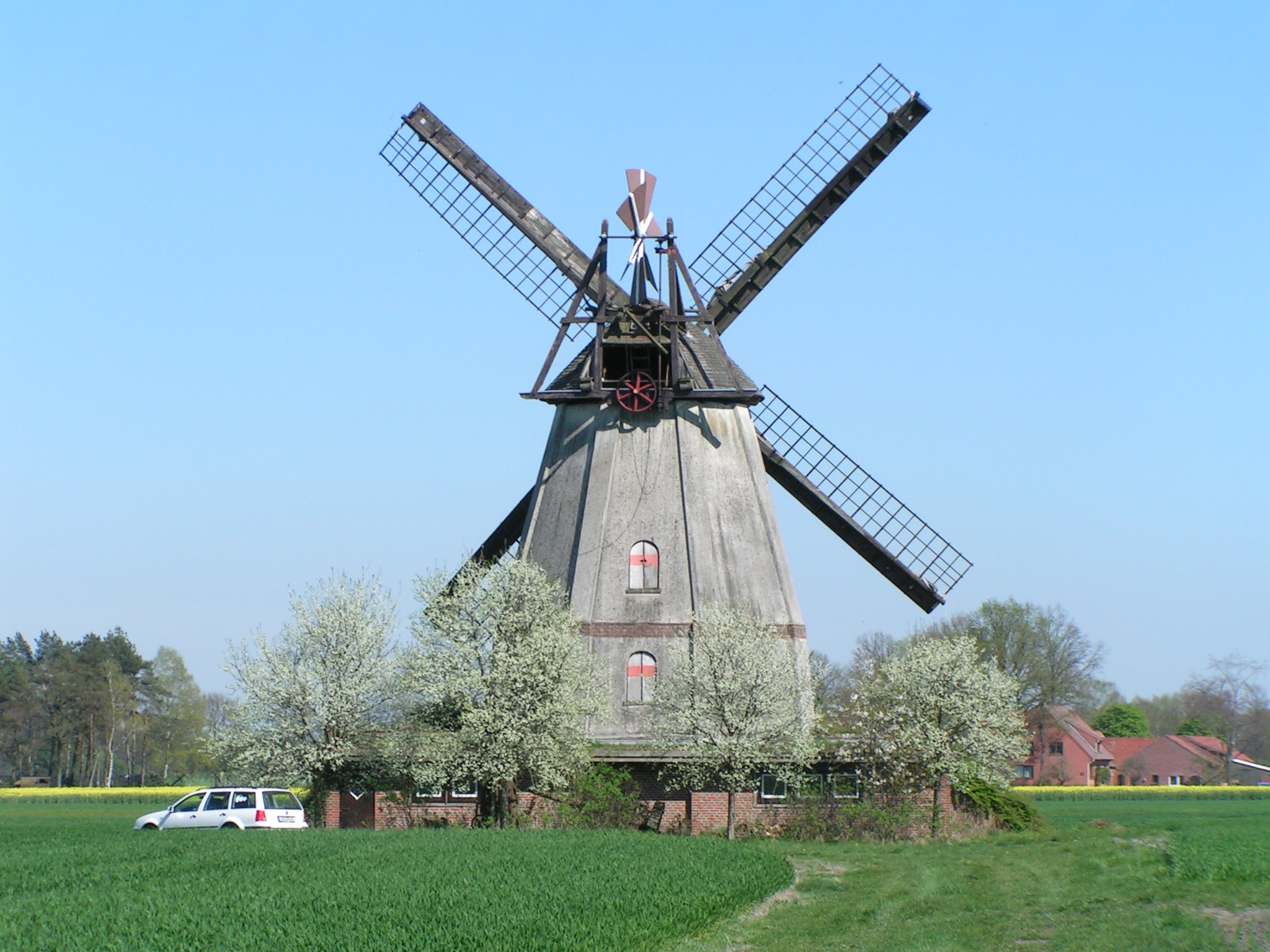
Die Windmühle Mösloh in Warmsen, Landkreis Nienburg

- Landkreis Diepholz[43]
- Landkreis Nienburg[44]

#### Region Weserbergland

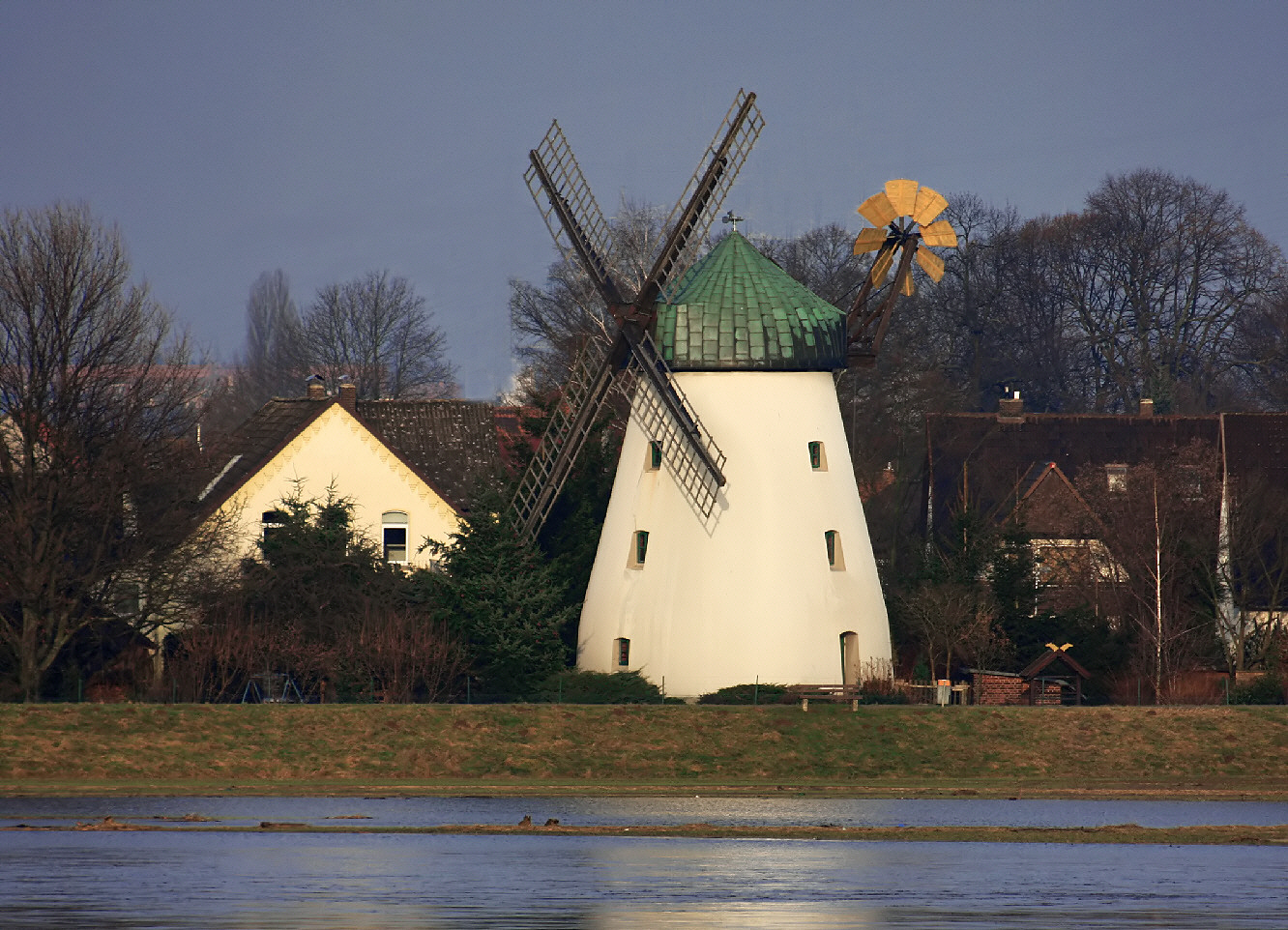
Die Windmühle in Tündern, Landkreis Hameln-Pyrmont

- Landkreis Hameln-Pyrmont[45]
- Landkreis Holzminden[46]
- Landkreis Schaumburg[47]

#### Region Zwischen Nordsee, Elbe und Weser

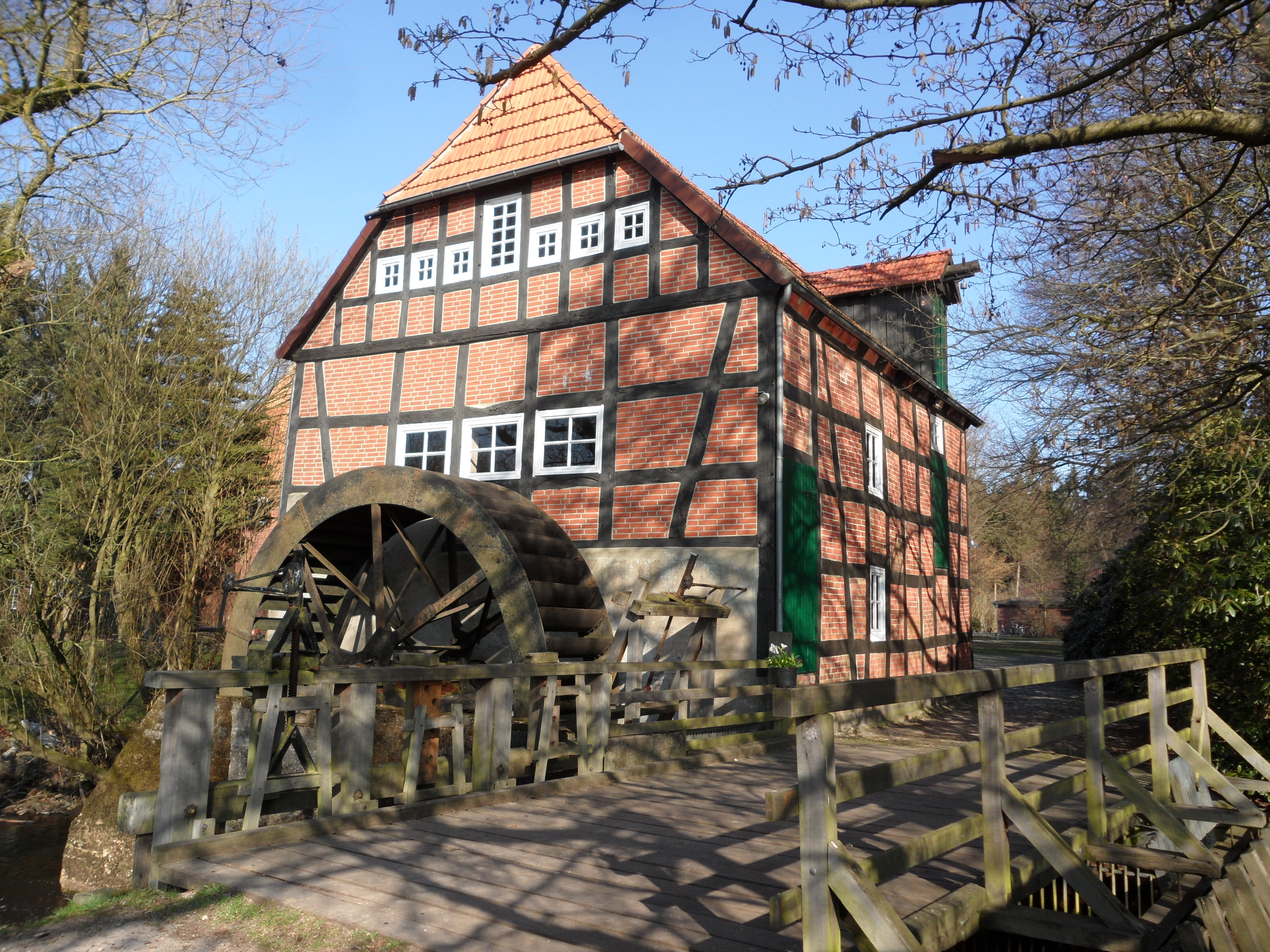
Die Wassermühle Stuckenborstel im Landkreis Rotenburg (Wümme)

- Landkreis Cuxhaven[48]
- Landkreis Osterholz[49]
- Landkreis Rotenburg (Wümme)[50]
- Landkreis Stade[51]
- Landkreis Verden[52]

#### Region Oldenburger Münsterland und Wildeshauser Geest

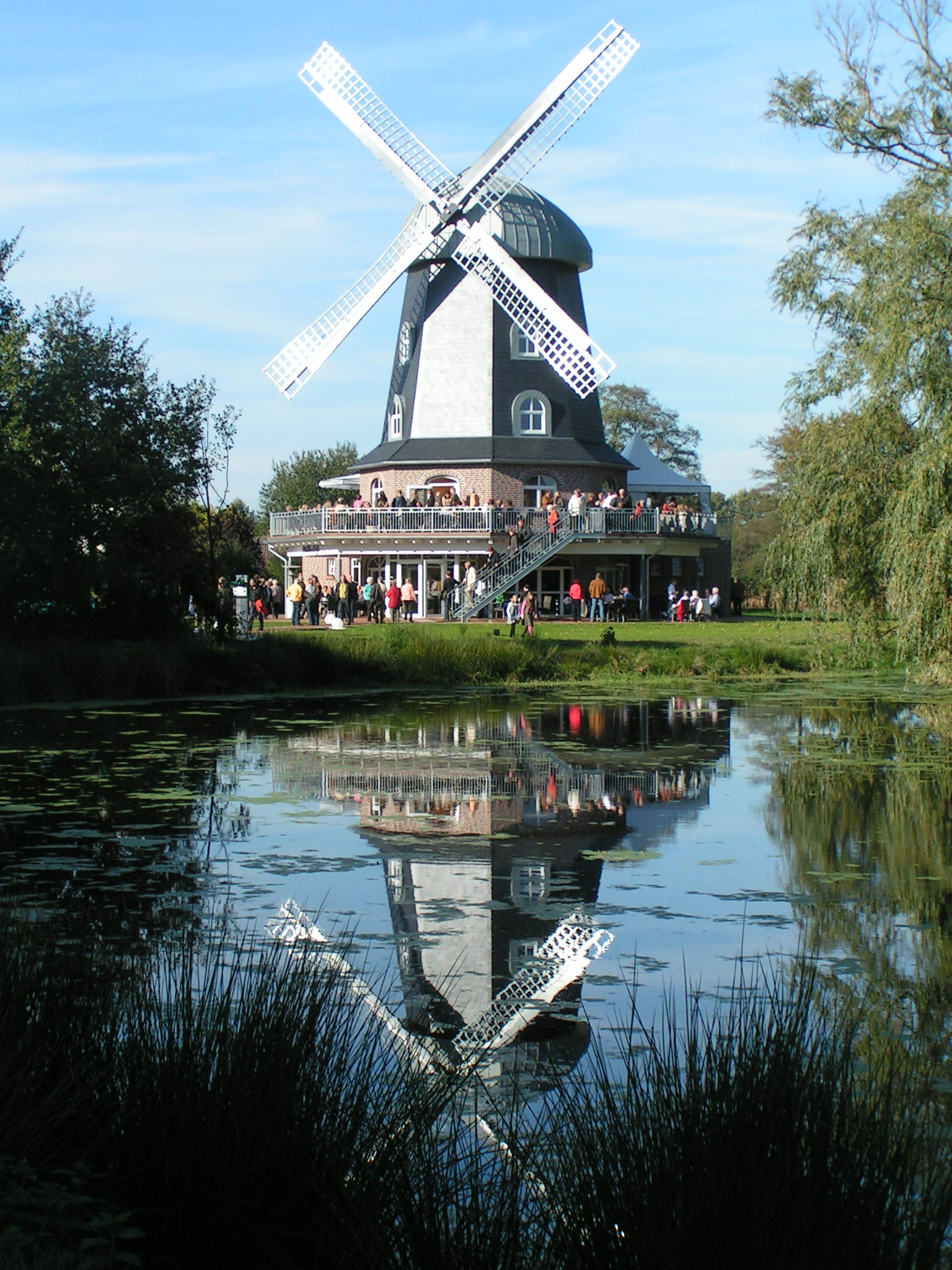
Die Windmühle Spreda im Landkreis Vechta

- Landkreis Cloppenburg[53]
- Landkreis Oldenburg[54]
- Stadt Oldenburg[55]
- Landkreis Vechta[56]

#### Region Ostfriesland

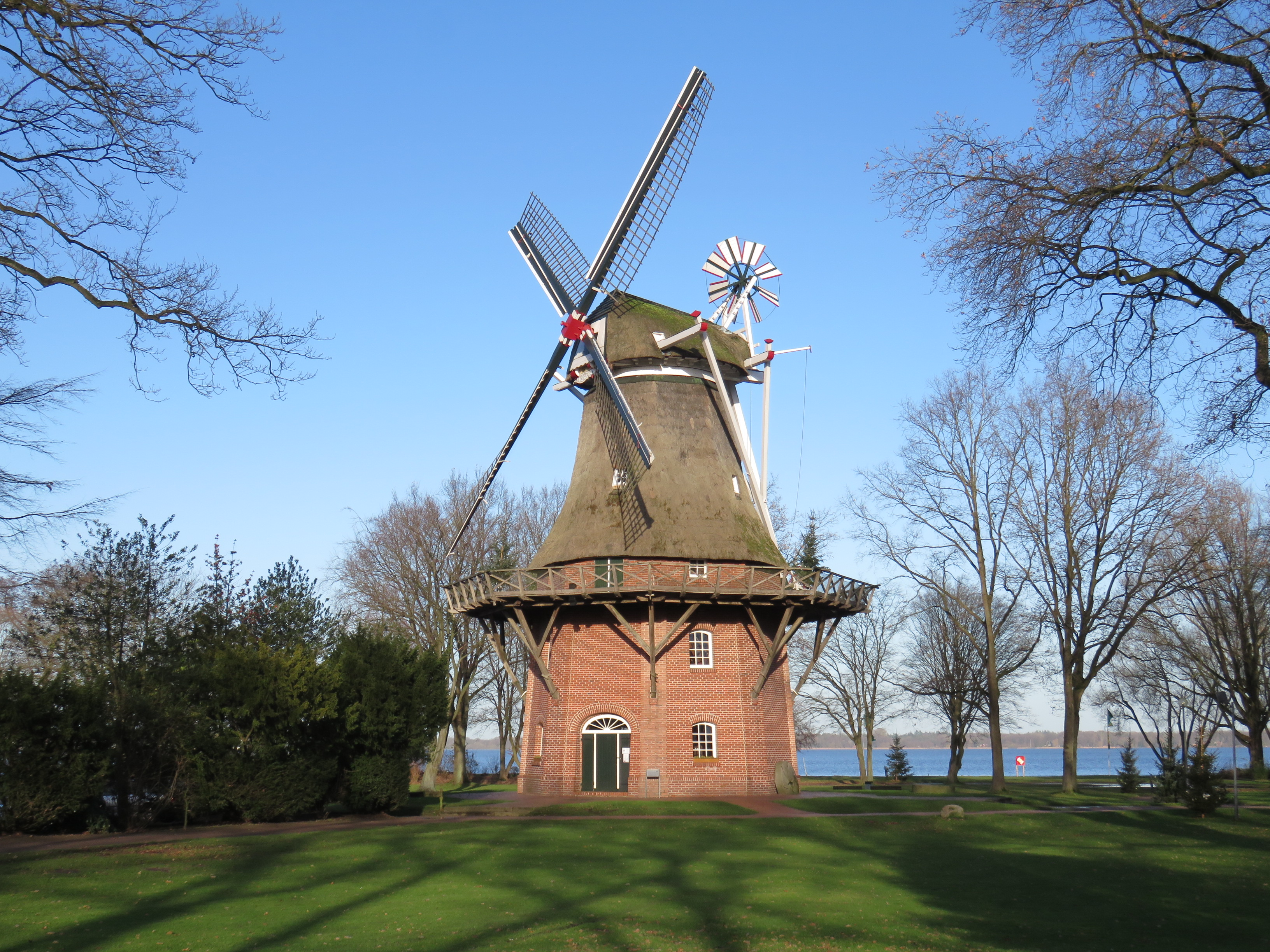
Die Windmühle Bad Zwischenahn im Landkreis Ammerland

- Landkreis Ammerland[57]
- Landkreis Aurich[58]
- Stadt Emden[59]
- Landkreis Friesland[60]
- Landkreis Leer[61]
- Landkreis Wesermarsch[62]
- Stadt Wilhelmshaven[63]
- Landkreis Wittmund[64]

#### Weitere Regionen Niedersachsens
- Landkreis Grafschaft Bentheim[65]
- Landkreis Emsland[66]

Windmühle Lechtingen im Landkreis Osnabrück

- Landkreis Osnabrück und Stadt Osnabrück[67]
- Region Hannover[68]
- Landkreis Hildesheim[69]

Außerhalb Niedersachsens befinden sich die folgenden Mühlen, die zur Niedersächsischen Mühlenstraße gehören:

### Im LandBremen

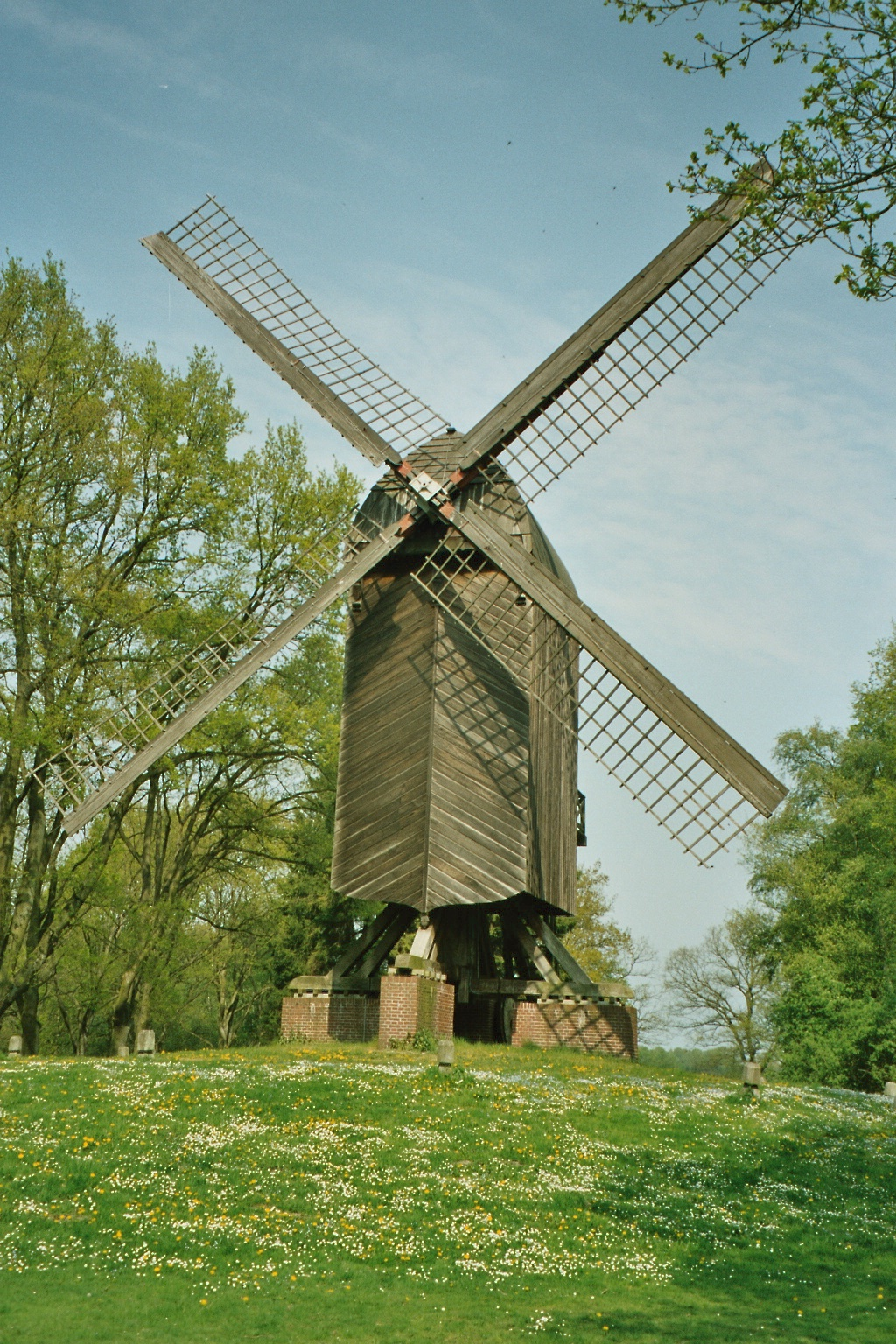
Bockwindmühle im Freilichtmuseum Bremerhaven (Niedersächsische Mühlenstraße Nr. 22)

- Vier Windmühlen in der Stadt Bremen[70]

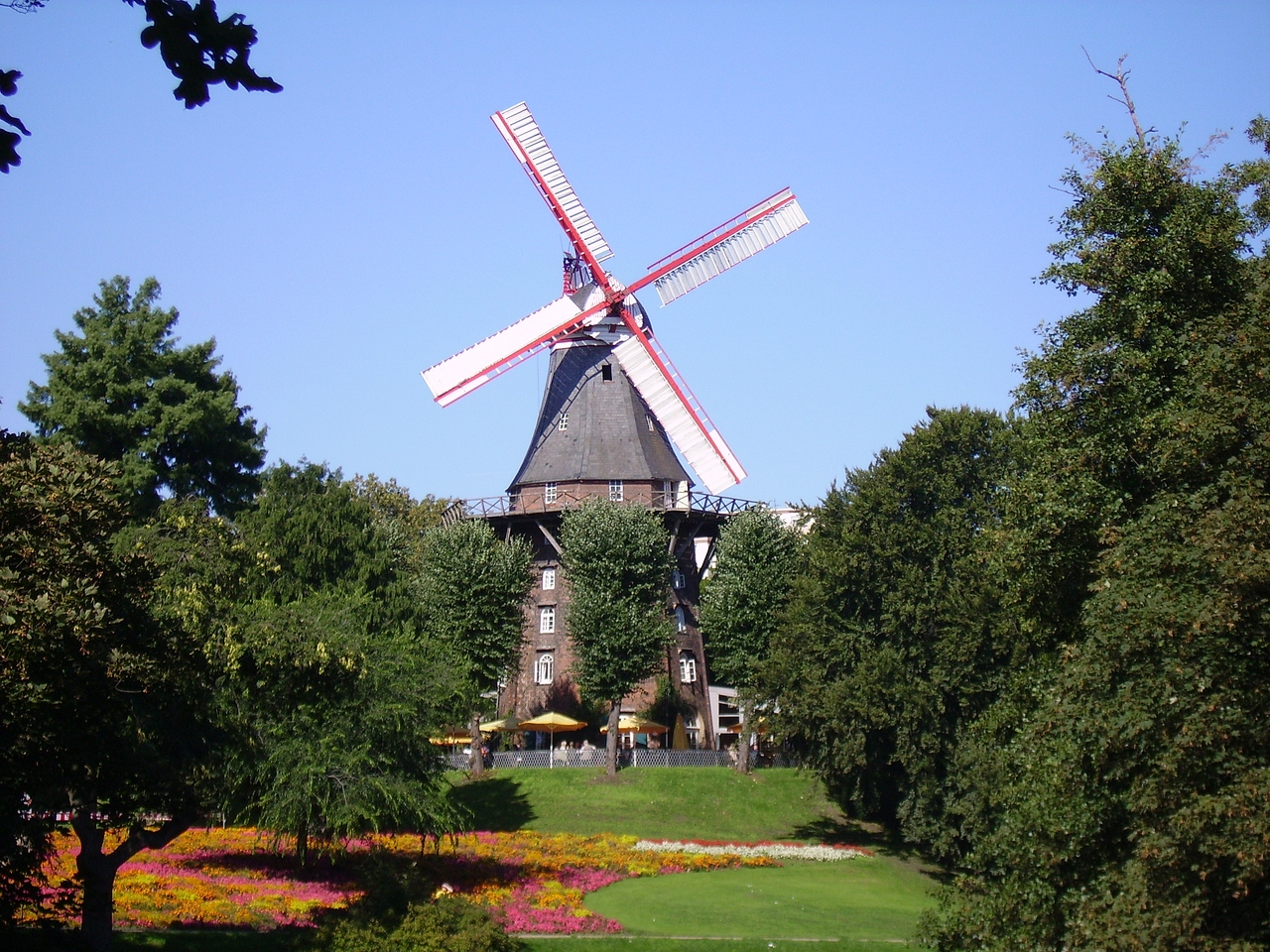
Herdentorswallmühle (Niedersächsische Mühlenstraße Nr. 41)
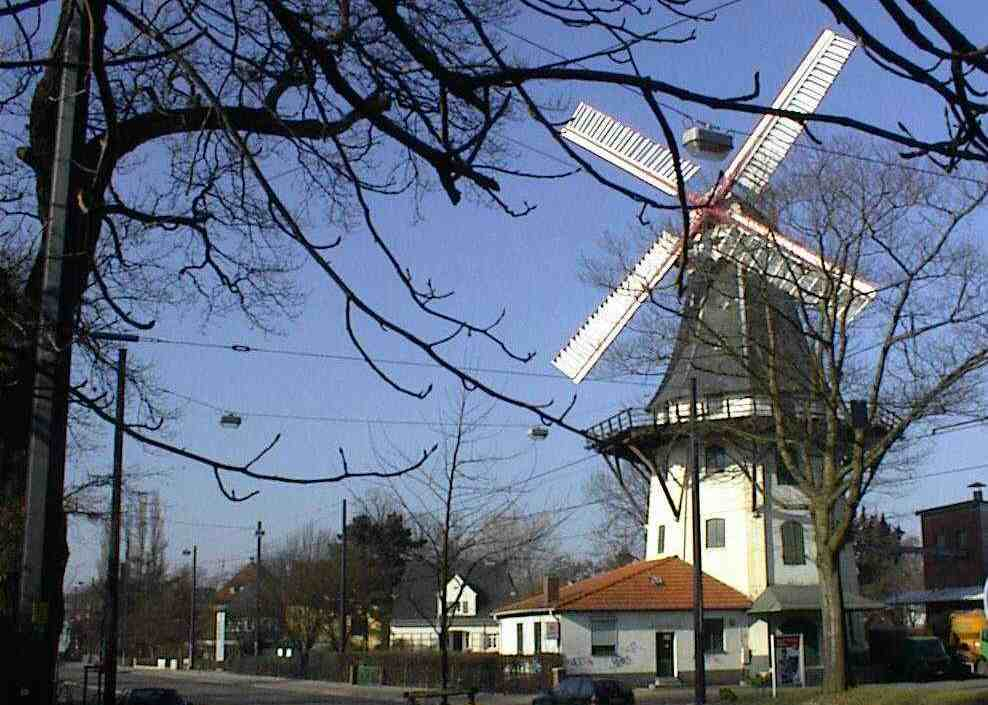
Horner Mühle (Niedersächsische Mühlenstraße Nr. 42)
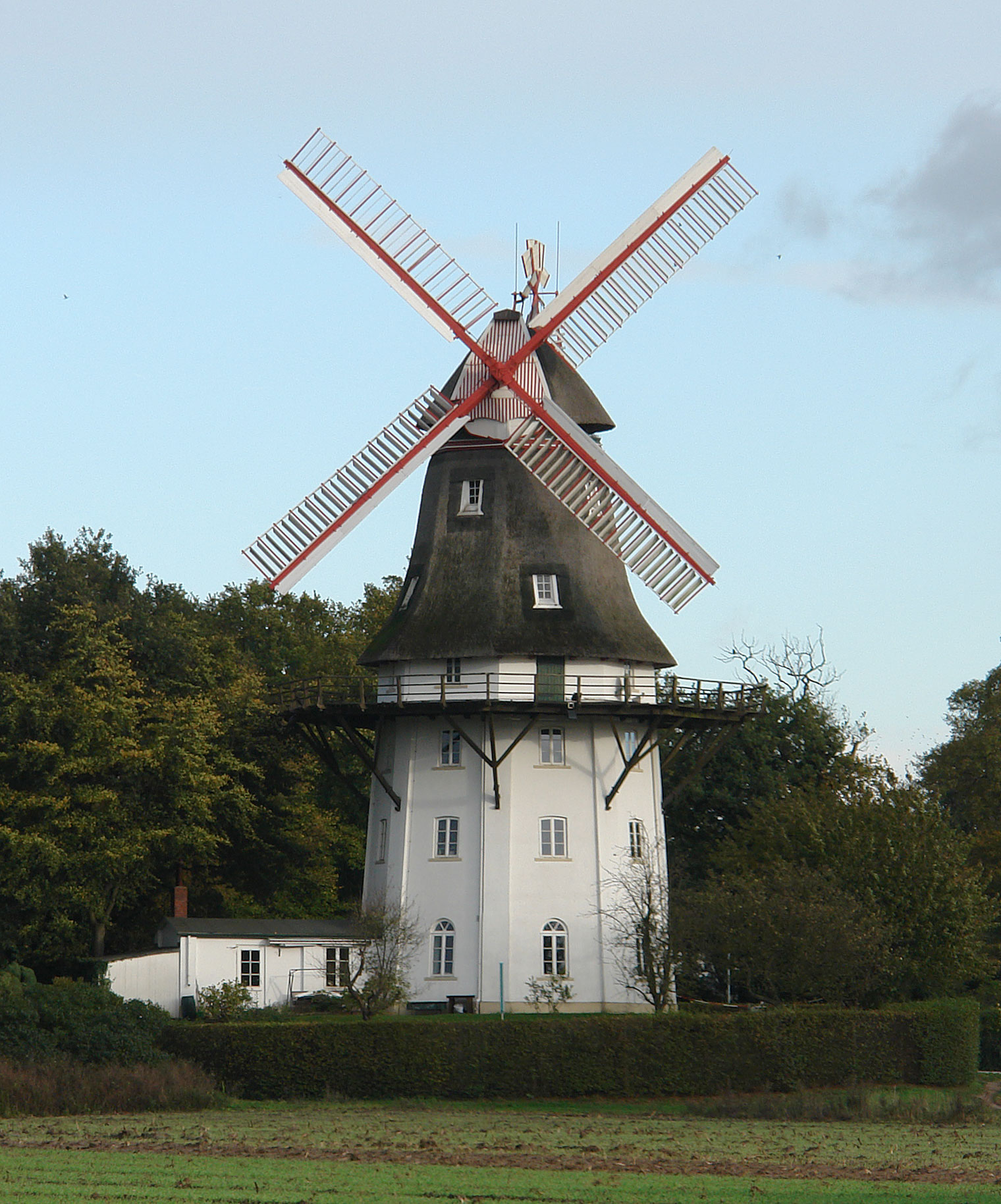
Oberneulander Mühle (Niedersächsische Mühlenstraße Nr. 43)
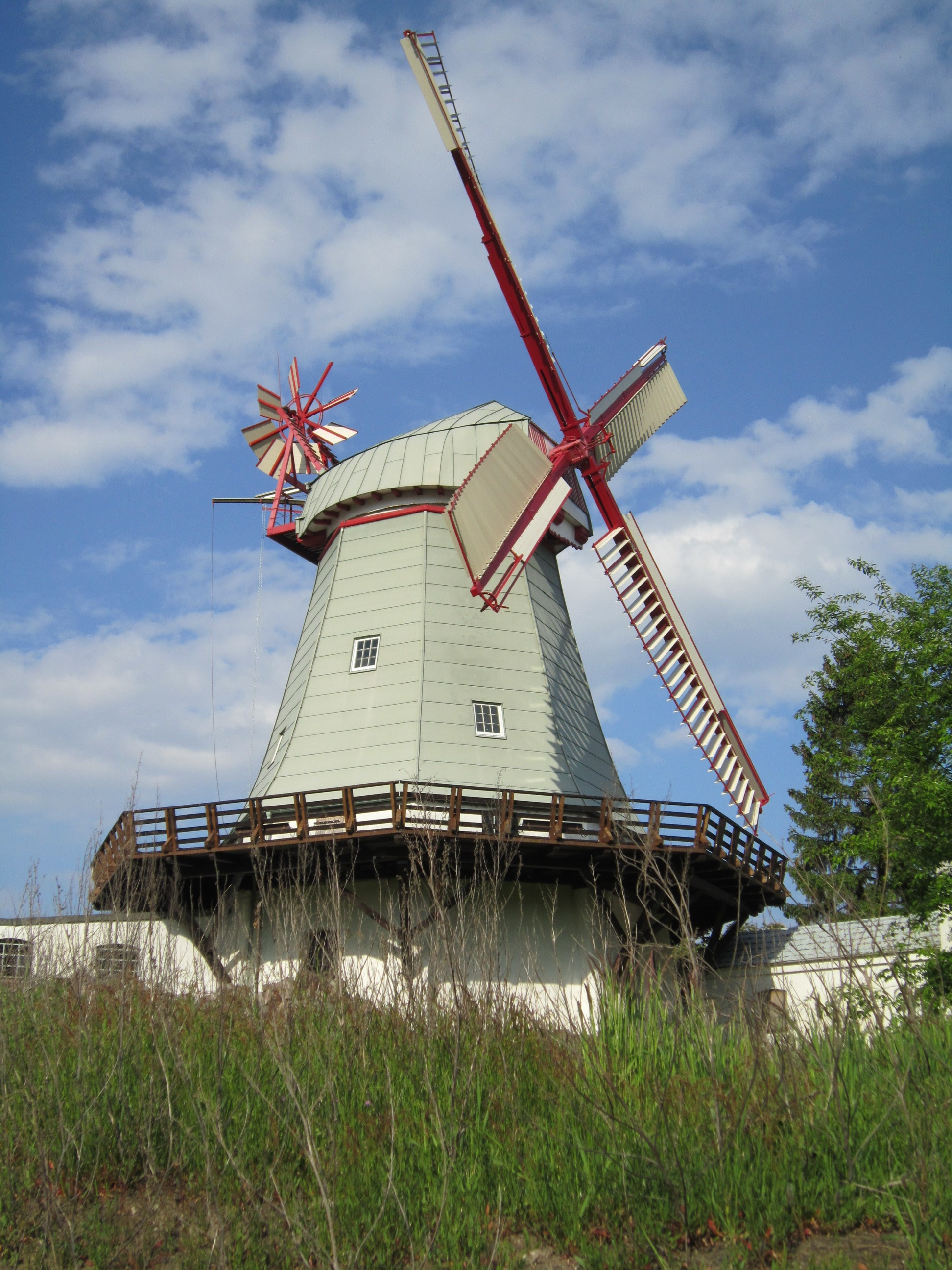
Arberger Mühle (Niedersächsische Mühlenstraße Nr. 44)

- Eine Windmühle in der Stadt Bremerhaven[71]

### InSachsen-Anhalt
- Zwei Wassermühlen in Abbenrode[72]

### InSchleswig-Holstein
- Eine Windmühle in Lauenburg[73]

### InMecklenburg-Vorpommern
- Eine Wassermühle in Brahlstorf[74]

Die Mühlenstandorte außerhalb Niedersachsens bieten sich als Verknüpfungspunkte von Mühlenstraßen in den betreffenden Ländern im Rahmen des Projekts „Via Molina“ an, eines Routennetzes, das sich in Zukunft durch ganz Deutschland ziehen soll. Umgekehrt sind drei Mühlen im Landkreis Nienburg zugleich Stationen einer Nebenroute der Westfälischen Mühlenstraße.

## Vorstellung einzelner Mühlen

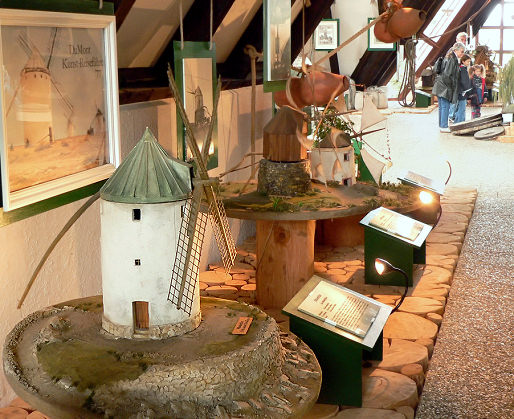
Mühlenmodelle im Internationalen Mühlenmuseum

### Internationales Mühlenmuseum Gifhorn
Niedersächsische Mühlenstraße Nr. 65
Auf dem rund 15 ha großen Gelände des Internationalen Mühlenmuseums in Gifhorn stehen 13 wiederaufgebaute beziehungsweise nachgebaute Mühlen in herkunftstypischer Landschaftsumgebung. In einer Ausstellungshalle befinden sich zahlreiche Mühlenmodelle. Auf dem Gelände finden sich ein Dorfplatz mit Fachhallenhäusern (Niedersachsenhaus) sowie eine russische Stabkirche.

### Windmühle Eyendorf (Landkreis Harburg)

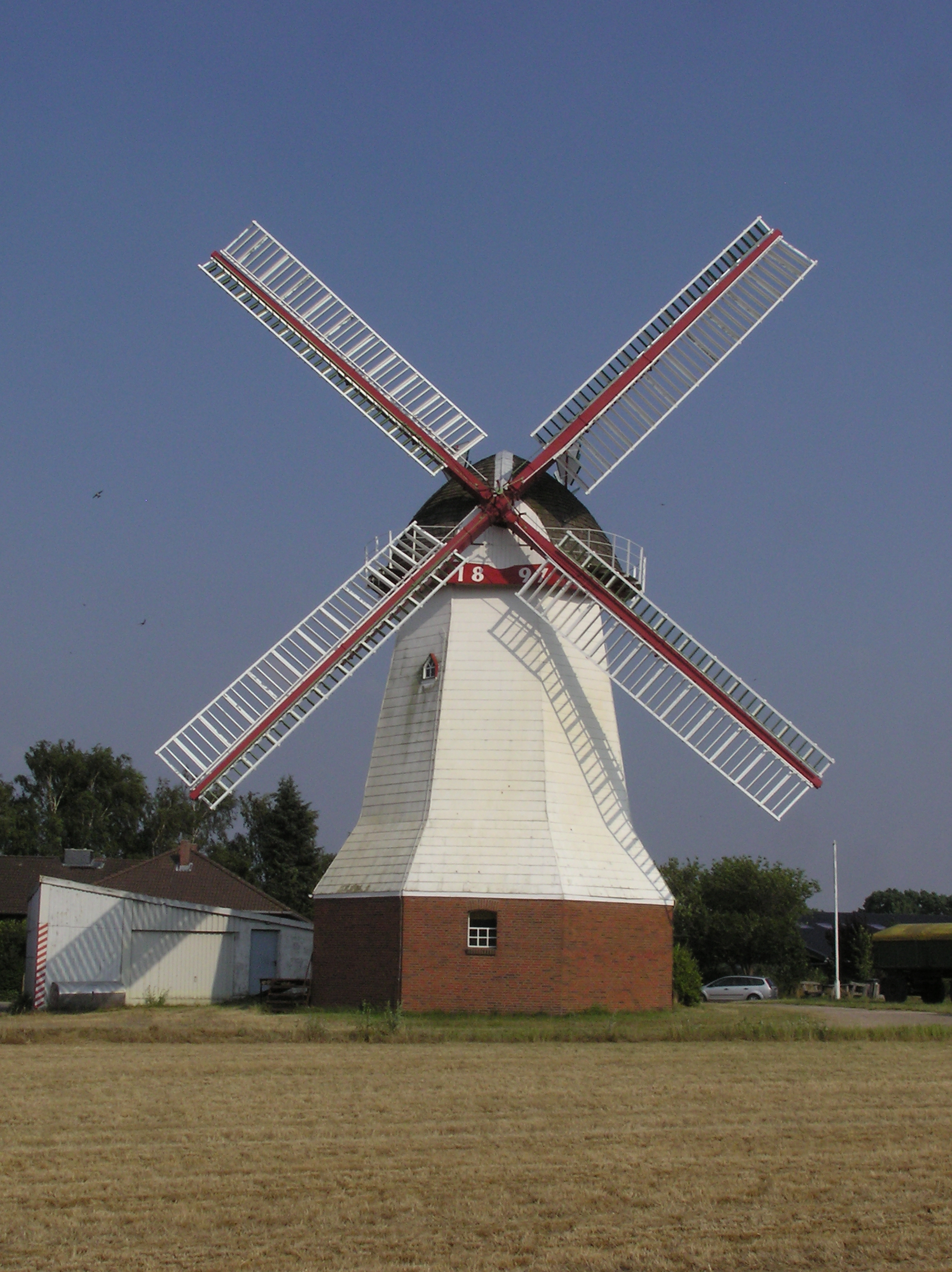
Windmühle Eyendorf

Niedersächsische Mühlenstraße Nr. 24
Die Windmühle wurde 1897 von dem Mühlenbauer Bergmann aus Salzhausen als Erdholländer mit einstöckigem Unterbau westlich von Eyendorf auf der hohen Geest errichtet. 1911 wurde ein Dieselmotor zur Verstärkung der Antriebskraft eingebaut. Die Mühle ist mit Jalousieklappenflügeln und doppelter Windrose ausgestattet. 1972 wurde durch einen Orkan die Kappe abgeworfen.
Der Wiederaufbau der Mühle erfolgte erst 1981 durch den 1978 gegründeten „Verein zur Erhaltung der Eyendorfer Windmühle e. V.“, so dass der gewerbliche Mahlbetrieb bis Ende der 1980er Jahre aufrechterhalten werden konnte. Im Mai 1998 brach ein Flügel aus Fichtenholz während eines Mühlenfestes.
Die im selben Jahr ersetzten Flügel aus Pitchpine mussten bereits im Jahr 2000 durch Stahlruten ausgetauscht werden.
Die Mühle wird als Museumsmühle genutzt und ist zu festgesetzten Terminen in Betrieb. Am letzten Samstag im Mai findet alljährlich ein Mühlenfest statt.

### Windmühle Garlstorf (Landkreis Harburg)

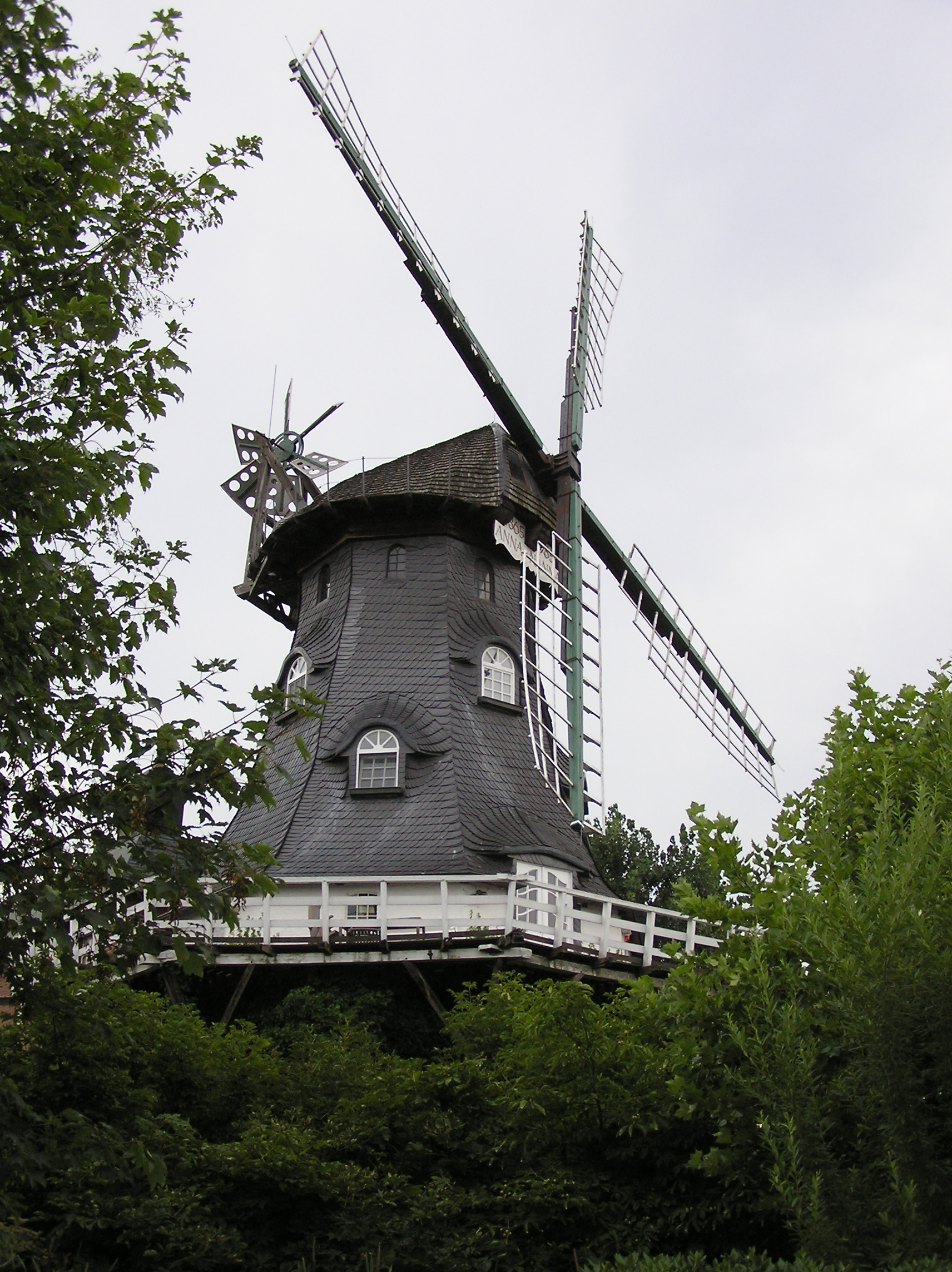
Windmühle Garlstorf

Niedersächsische Mühlenstraße Nr. 37
Die Windmühle Garlstorf ist ein Galerieholländer mit zweistöckigem Unterbau aus Backstein und vierstöckigem sehr schlanken, mit Schiefer gedeckten Achtkant und wurde 1865 durch die Gebrüder Benecke aus Kirchgellersen errichtet. Die taillierte Form des Achtkants soll Windverwirbelungen an den Flügeln reduzieren und so eine bessere Windausnutzung gewährleisten. Die Mühle wurde zunächst von Herrmann Benecke betrieben, erlebte dann verschiedene Besitzerwechsel. Sie wurde 1920 von dem Mühlenbesitzer Heinrich Bornemann aus Luhmühlen erworben, der sie 1924 zur Motormühle umbaute und 1934 die Mühlengebäude vergrößerte. 1964 wurde die Mühle mit drei Walzenstühlen und einem Schrotgang betrieben. Danach wurde sie bei weiteren Besitzerwechseln schrittweise stillgelegt und zur Wohnmühle umgebaut. Die innere Mühlentechnik wurde entfernt. Der jetzige Eigentümer führte umfangreiche Restaurierungsmaßnahmen durch und versah die Mühle wieder mit Flügeln und Windrose.
Der aktuelle Zustand der Mühle: Die mit Holzschindeln gedeckte und mit einer zusätzlichen Galerie versehene Kappe sowie das Flügelkreuz sind festgesetzt. Der durchbohrte, gusseiserne Wellenkopf  weist darauf hin, dass ursprünglich wohl Jalousieklappenflügel vorhanden waren. Das Bruststück und die Ruten des jetzigen Flügelkreuzes sind als mehrschichtige Einzelhölzer ausgeführt, die durch Stahlzwingen zusammengehalten werden.

### Windmühle Handorf (Landkreis Lüneburg)
Niedersächsische Mühlenstraße Nr. 3

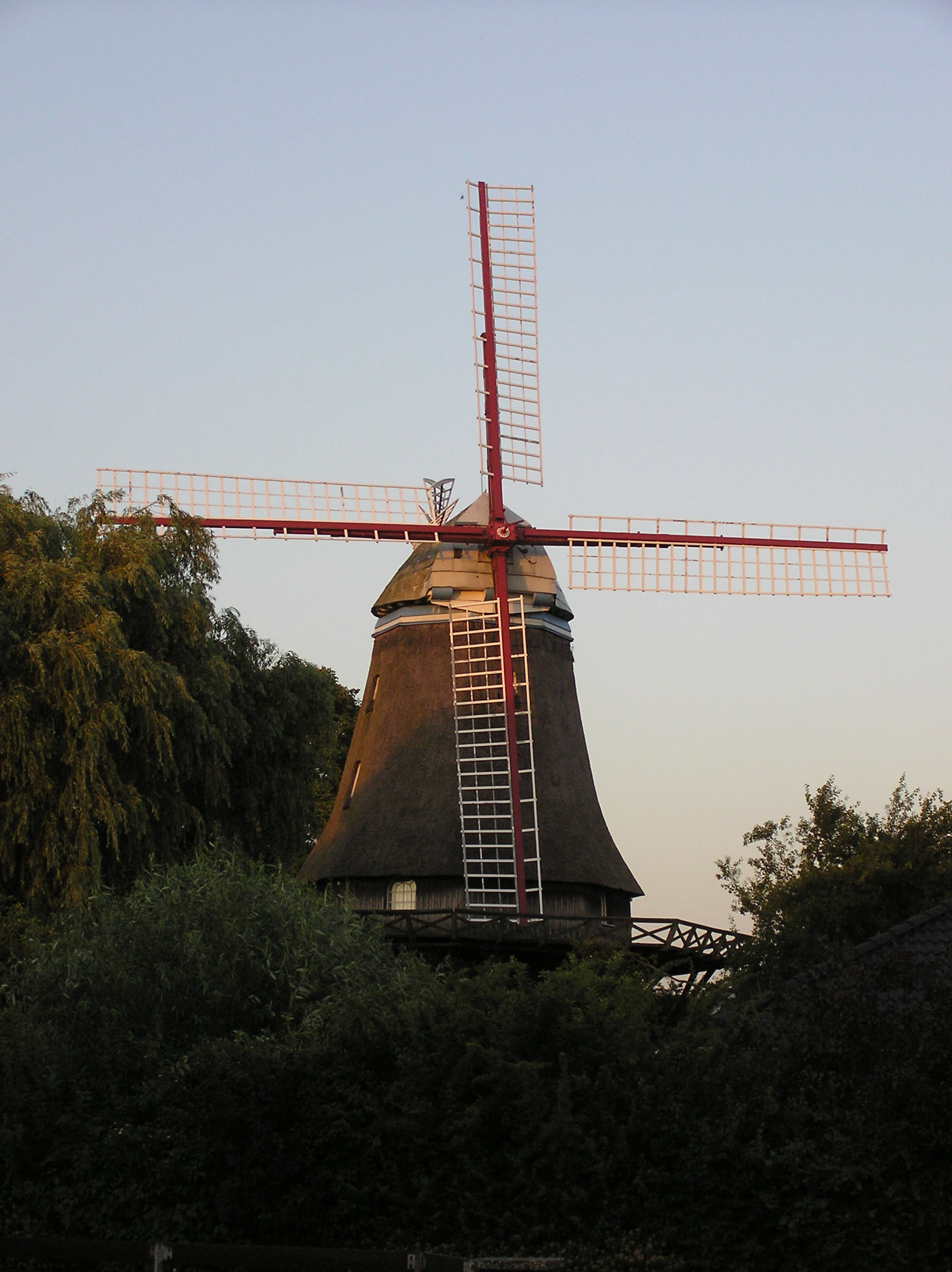
Windmühle Handorf

1868/69 von Müller und Mühlenbauer Jürgen Meyer für seinen Sohn Georg erbauter Galerieholländer in Handorf mit zweigeschossigem Ziegelunterbau. Der achteckige Mühlenrumpf ist mit Reet eingedeckt. Georg Meyer baute 1907 einen Sauggasmotor ein. 1921 wurde die Mühle durch vollständige Erneuerung der technischen Einrichtung mit einem Walzenstuhl, einem Schrot- und einem Mahlgang ausgestattet. In den 1960er Jahren legte Gerhard Meyer, der letzte aus der Handorfer Mühlendynastie, die Mühle still und verkaufte sie. Nach mehreren Besitzerwechseln erwarb 1983 der heutige Eigentümer die Mühle und baute sie zu einer Wohnmühle um. Die 1989 erneuerten Holzflügel brachen durch Frühjahrsstürme 1998 ab und wurden durch Stahlruten im Jahr 2000 ersetzt.
Die Mühle kann von außen besichtigt werden.

### Windmühle Hittbergen (Landkreis Lüneburg)

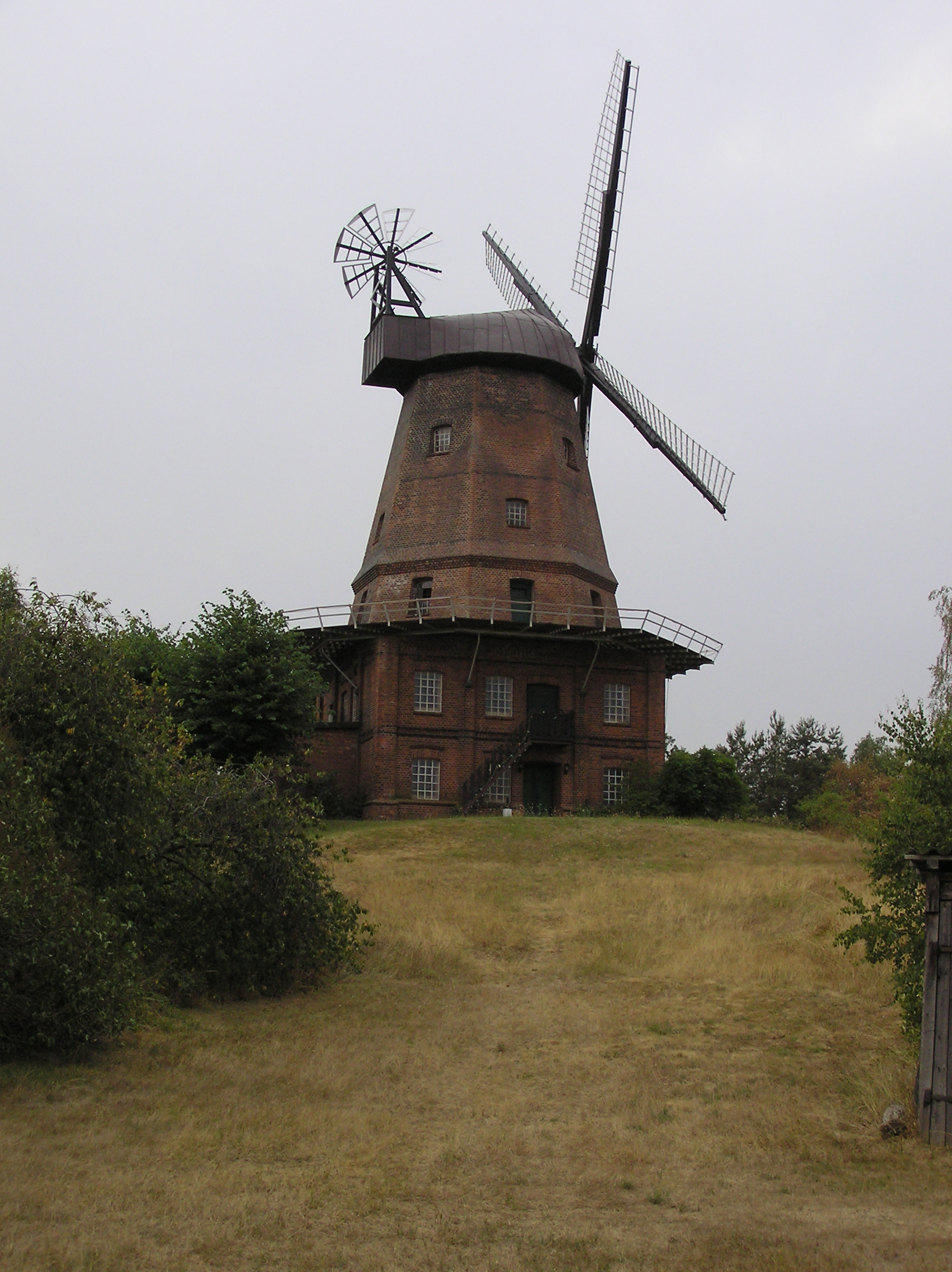
Windmühle Hittbergen

Niedersächsische Mühlenstraße Nr. 13
Die linksseitig der Elbe liegenden Dörfer um Hittbergen unterlagen ursprünglich dem Mahlzwang der Lauenburger Mühle. Da es oft nur schwer oder gar nicht möglich war, den Fluss zu überqueren, ließen die Einwohner dieser Orte oft in Mühlen der linken Elbseite mahlen. 1726 errichtete der Lauenburger Müller Johann Schoel auf einem stehengebliebenen Rest eines früheren Elbdeiches in Hittbergen eine Bockwindmühle. 1807 wurde die Bockwindmühle durch eine Holländermühle ersetzt. Diese brannte jedoch 1886 ab. Daraufhin wurde der jetzige Galerieholländer mit zweistöckigem Unterbau und viergeschossigem geräumigen Achtkant bis zur Kappe aus Backsteinen aufgebaut. 1951 wurde von Windantrieb auf Motorantrieb umgestellt und 1961 die Mühle stillgelegt. 1998/99 wurden Flügel, Kappe und Windrose umfassend restauriert. Die Mühle wird zurzeit als Wohnmühle genutzt. Der aktuelle Zustand der
Mühle: Die Kappe ist mit Kupferblechen gedeckt, Die Windrosenflügel sind ohne Funktion. Die Mühle ist mit Segelgatterflügeln aus Stahlruten ausgeführt, obwohl die durchbohrte Flügelwelle und Reste der alten Flügelmechanik darauf hinweisen, dass die Mühle früher mit Jalousieklappenflügeln ausgestattet war.
Die Mühle ist von außen zu besichtigen. Das Grundstück darf auf eigene Gefahr betreten werden.

### Wassermühle Heiligenthal (Landkreis Lüneburg)

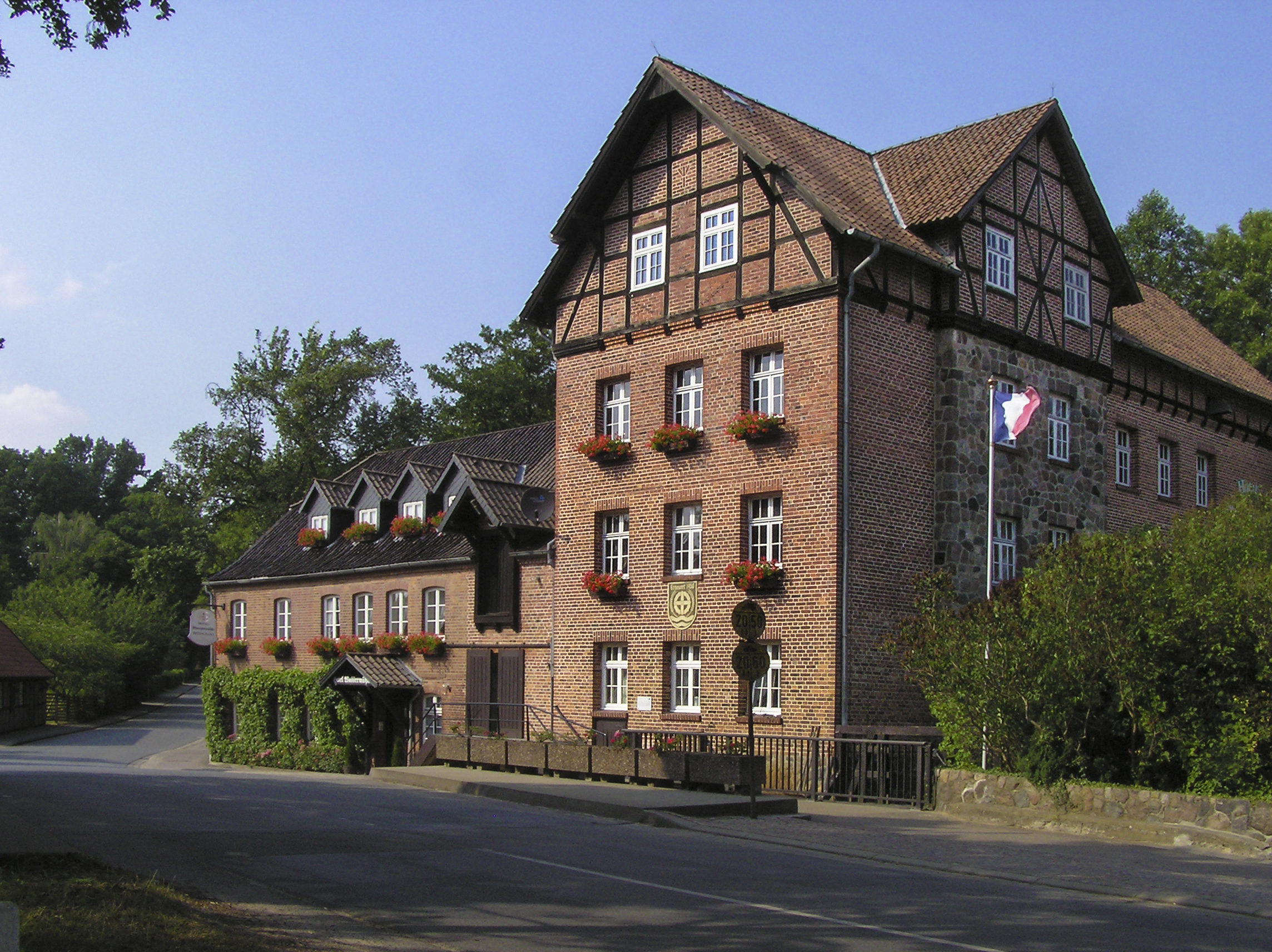
Wassermühle Heiligenthal

Niedersächsische Mühlenstraße Nr. 18
Die Wassermühle liegt am südlichen Ortseingang von Heiligenthal, einem Ortsteil von Südergellersen und wird mit Wasser des aufgestauten Hasenburger Bachs betrieben. Der Standort ist seit dem 14. Jahrhundert als Mühlenstandort belegt. Die jetzige Mühle wurde 1950 aus Felsquadern, Backstein und Fachwerk aufgebaut. Das Wasserrad wurde durch eine Turbine ersetzt, sodass die Tagesleistung auf 5 t erhöht wurde. Der Mahlbetrieb wurde 1981 eingestellt. Das zur Mühle gehörige seit 1749 bezeugte Schankrecht, wurde seit 1973 genutzt um den Mühlenhof allmählich in einen Gastronomiebetrieb umzuwandeln. Die zur Mühle gehörige Scheune wurde zum Restaurant umgebaut, das Mühlengebäude wurde als Hotel eingerichtet. Die Mühlentechnik ist weitestgehend erhalten. Die Turbine wird jetzt zur Stromerzeugung genutzt.

### Industriemuseum Unterer Eisenhammer (Landkreis Schaumburg)

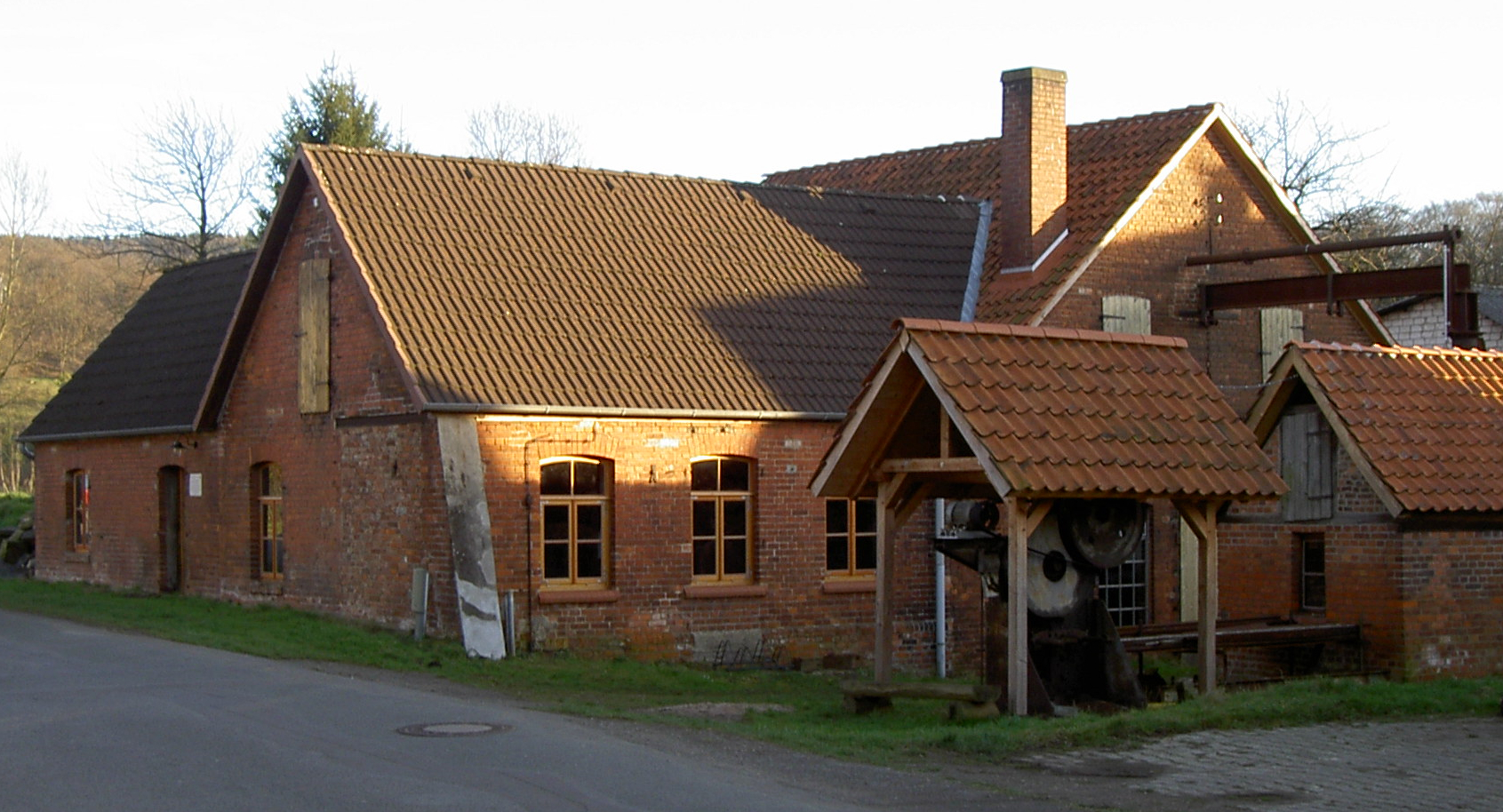
Das Industriemuseum Unterer Eisenhammer

Niedersächsische Mühlenstraße Nr. 13
Der Untere Eisenhammer im Ortsteil Exten der Stadt Rinteln ist seit 2006 geschütztes Bau- und Industriedenkmal. Seit seiner Gründung im Jahre 1746 ist der Untere Eisenhammer im Besitz der Familie Kretzer. Bis 2004 wurden hier noch Spaten und Hacken geschmiedet.
Das Hammergebäude von 1900 ist unverändert erhalten. Die Wasserräder liefen einst beidseits des Gebäudes. Das letzte Wasserrad wurde 1952 entfernt, der Schacht zugebaut. Im Jahr 2005 hat der „Verein für Heimatpflege und Kultur Exten e. V.“ Gebäude und Inventar gepachtet, um das Industriedenkmal als Museum zu erhalten.
Seit dem Jahr 2006 ist die Anlage ein geschütztes Baudenkmal. Im historischen Eisenhammer mit eigener Stromerzeugung werden vorindustrielle Werkzeuge und Maschinen zum Schmieden aus der Zeit um die Jahrhundertwende gezeigt. Die Ausstellung umfasst die komplett erhaltene alte und funktionstüchtige Handwerkstechnik. Der Eisenhammer kann besichtigt werden.

### Wehbers Mühle in Himmelpforten (Landkreis Stade)
Wehbers Mühle, Wind- und Wassermühle in Himmelpforten (Landkreis Stade)
Niedersächsische Mühlenstraße Nr. 11 und Nr. 12
Im Jahre 1653 erhielt der Klostervogt Michael Wehber die Wassermühle in Himmelpforten als Lehen. Die Klosterwassermühle lag damals näher an der alten Heerstraße, der heutigen Bundesstraße. Sie wurde nach dem Abbruch der Mühle im Jahre 1739 an ihrem heutigen Platz am Stauwehr wieder neu aufgebaut. Die Grundlage für den Betrieb der Wassermühle war das Staurecht des Mühlenbaches, welches im Jahre 1958 durch vertragliche Regelungen zwischen der Kuhlaer Wassergenossenschaft und dem Mühlenbesitzer vorläufig aufgehoben wurde.
1871 wurde die vierstöckige Windmühle im Stil eines Galerieholländers als Ergänzung zu der bestehenden Wassermühle erbaut. Die Windmühle verfügte über drei Schrotgänge, einen Mahlgang für die Feinmüllerei und einen Spitzgang zum Schälen des Getreides. Zusätzlich erhielt die Windmühle eine Sichtmaschine, die mit Hilfe von Sieben das Mehl von Schaltenteilen trennte. Heute sind Einzelteile als Ausstellungsstücke noch immer zu sehen, die Mühle steht zudem unter Denkmalschutz.
Seit Jahrhunderten befinden sich die Mühlen im Besitz der Familie Wehber, mittlerweile werden diese von Hans Wehber bereits in der 12. Generation bewirtschaftet. Im Jahre 1971 wurde der Betrieb der Mühle eingestellt, heute findet sich in dem Gebäude der Garten- & Heimwerkermarkt Wehbers Mühle mit Restaurant im Mühlenturm.